# Gonodonta pulverea
Gonodonta pulverea är en fjärilsart som beskrevs av William Schaus 1911. Gonodonta pulverea ingår i släktet Gonodonta och familjen nattflyn. Inga underarter finns listade i Catalogue of Life.